# Marsel İlhan
Marsel İlhan, rodným jménem Marsel Chamdamov (* 11. června 1987, Samarkand, Uzbecká SSR, dnes Uzbekistán) je turecký profesionální tenista. Ve své dosavadní kariéře na okruhu ATP World Tour nevyhrál žádný turnaj. Na challengerech ATP a okruhu Futures získal k srpnu 2011 osm titulů ve dvouhře.
Stal se prvním tureckým tenistou v historii, který postoupil do druhého kola dvouhry grandslamového turnaje, prvním, který vyhrál challenger ATP a prvním, jenž byl klasifikován mezi stovkou nejlepších hráčů na žebříčku ATP.
Na žebříčku ATP byl nejvýše ve dvouhře klasifikován v lednu 2011 na 87. místě a ve čtyřhře pak v květnu 2009 na 564. místě. K roku 2011 jej trénoval Can Uner.
Narodil se v roce 1987 v Samarkandu na území dnešního Uzbekistánu. V roce 2004 emigroval s matkou do Turecka a začal hrát za istanbulský oddíl the Taçspor Tennis Club of İstanbul. Od roku 2016 hraje pro Galatasaray SK.

## Tituly na challengerech ATP a okruhu Futures

### Dvouhra: 12 (8–4)

#### Challengery ATP: 6 (2–4)
| Legenda           |
| ----------------- |
| Challengery (2–4) |
| Futures (6)       |

| Stav      | Č. | Datum             | Turnaj       | Povrch | Soupeř ve finále | Výsledek       |
| Finalista | 1  | 20. srpna 2007    | Karši        | tvrdý  | Denis Istomin    | 6–1, 6–4       |
| Vítěz     | 1  | 13. července 2008 | Israel Open  | tvrdý  | Ivo Klec         | 6–4, 6–4       |
| Finalista | 2  | 17. května 2009   | Izmir Cup    | tvrdý  | Andrea Stoppini  | 7–6, 6–2       |
| Vítěz     | 2  | 20. září 2010     | Banja Luka   | antuka | Pere Riba        | 6–0, 7–6(7–4)  |
| Finalista | 3  | 26. září 2010     | Izmir Cup    | tvrdý  | Somdev Devvarman | 6–4, 6–3       |
| Finalista | 4  | 10. července 2011 | Scheveningen | antuka | Steve Darcis     | 6–3, 4–6 , 6–2 |

#### Okruh Futures: vítěz (6)
| Č. | Datum | Turnaj        | Povrch | Soupeř ve finále        | Výsledek      |
| 1. | 2007  | Turecko F5    |        | Dekel Valtzer           | 6:4, 6:2      |
| 2. | 2007  | Španělsko F37 | tvrdý  | Miguel Ángel López Jaén | 6:3, 6:2      |
| 3. | 2008  | Uzbekistán F2 | tvrdý  | Pavel Šnobel            | 6:0, 6:7, 6:4 |
| 4. | 2008  | Turecko F2    | tvrdý  | Sebastian Rieschick     | 6:3, 5:7, 7:5 |
| 5. | 2009  | Turecko F4    | tvrdý  | Martin Pedersen         | 6:3, 6:2      |
| 6. | 2009  | Turecko F5    | tvrdý  | Hans Podlipnik-Castillo | 6:1, 6:1      |